# Los Frailesöarna

Lägeskarta, Dependencias Federales med Los Frailesöarna längst upp

Los Frailesöarna (spanska Islas Los Frailes) är en ögrupp i Karibiska havet och tillhör Venezuela.

## Geografi
Los Frailesöarna ligger cirka 330 km nordöst om Caracas och ca 20 km nordöst om Isla Margarita.
Ögruppen är av vulkaniskt ursprung och har en areal om cirka 14 km² med en landmassa på ca 1,92 km² (1). Den högsta höjden är på ca 91 m ö.h. Det saknas bofast befolkning dock bor ett 30-tal fiskare i perioder på huvudön.
Ögruppen består av de sammanlagd 10 klippöarna:
- Puerto Real

som är huvudön och har en yta av ca 0,75 km² med en längd på ca 2 km. Ön kallas även Fraile Grande.
- Chepere

- Cominoto

- Guairiare

- Guacaraida

- La Balandra

- La Peche

- Macarare

- Nabobo

- samt Roca del Norte, en klippa på endast 3 m ö.h. ca 8 km norr om ögruppen

Förvaltningsmässigt ingår ön i distriktet "Dependencias Federales".

## Historia
1938 ställdes ögruppen under förvaltning av Ministerio del Interior y de Justicia (Venezuelas inrikes- och justisieddepartement) (2) som delområde i Dependencias Federales.
Den 9 augusti 1972 utnämndes ögruppen tillsammans med hela området Dependencias Federales till nationalpark efter ett regeringsbeslut (3) och parkområdet inrättades formellt den 18 augusti.